# Theope eurygonina
Espèce
Theope eurygonina est une espèce d'insectes lépidoptères appartenant à la famille  des Riodinidae et au genre Theope.

## Taxonomie
Theope eurygonina a été décrit par Henry Walter Bates en 1868.
Theope euselasia décrit par Jason Hall en 2008 qui réside en Équateur est très proche.

## Description
Theope eurygonina est un papillon au dessus bleu avec aux ailes antérieures une si large bordure marron qu'il ne reste qu'une petite plage basale bleue alors que les ailes postérieures sont bleues. Les femelles sont plus claires ce qui rend plus visible la ligne submarginale de points noirs aux ailes postérieures
Le revers est ocre rayé de beige avec une ligne submarginale de points marron cernés de clair.

## Écologie et distribution
Theope eurygonina est présent en Colombie, en Guyane et au Brésil,.

### Biotope
Il réside en lisère de forêt et dans les clairières.

### Protection
Pas de statut de protection particulier.